# Euploea sublucinda
Euploea sublucinda är en fjärilsart som beskrevs av Hans Fruhstorfer 1899. Euploea sublucinda ingår i släktet Euploea och familjen praktfjärilar. Inga underarter finns listade i Catalogue of Life.